# Basswood
Basswood és una comunitat no incorporada al town d'Eagle, al Comtat de Richland (Wisconsin). Basswood es troba a la carretera E del comtat a 7.5 milles (12.1 km) al sud-oest de Richland Center. L'oficina de correus de la zona, que obrí les portes l'agost de 1869, s'anomenà, en un principi, Lucas en honor del granger James Lucas. Més tard aquell mateix any, el nom es va canviar a “Bass Wood” i es va tornar a canviar a “Basswood” el 1892.